# Єфремов Іван Вікторович
Іван Вікторович Єфремов — український військовослужбовець, майор Збройних сил України, учасник російсько-української війни. Повний лицар ордена Богдана Хмельницького.

## Нагороди
- Хрест бойових заслуг (2 серпня 2024) — за особисту мужність, виявлену у захисті державного суверенітету та територіальної цілісності України, самовіддане виконання військового обов'язку[1];
- Орден Богдана Хмельницького I ст. (8 серпня 2022) — за особисту мужність і самовіддані дії, виявлені у захисті державного суверенітету та територіальної цілісності України, вірність військовій присязі[2];
- Орден Богдана Хмельницького II ст. (10 червня 2022) — за особисту мужність і самовіддані дії, виявлені у захисті державного суверенітету та територіальної цілісності України, вірність військовій присязі[3];
- Орден Богдана Хмельницького III ст. (18 квітня 2022) — за особисту мужність і самовіддані дії, виявлені у захисті державного суверенітету та територіальної цілісності України, вірність військовій присязі[4];
- Орден «За мужність» III ст. (26 лютого 2023) — за особисту мужність і самовідданість, виявлені у захисті державного суверенітету та територіальної цілісності України, вірність військовій присязі[5].

## Військові звання
- майор.